# الجمعيات التعاونية في الكويت

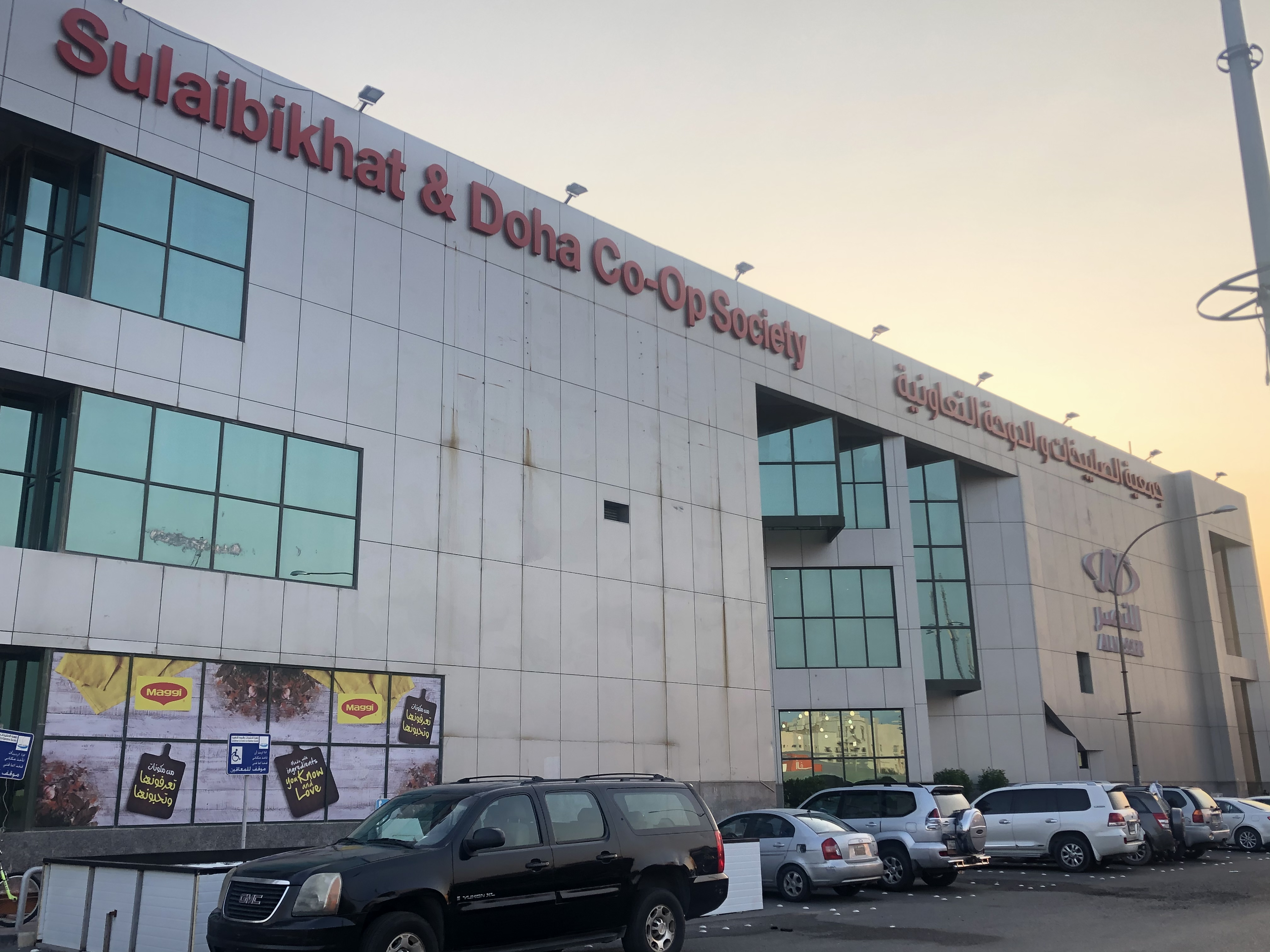
إحدى الجمعيات التعاونية في الكويت

الجمعيات التعاونية هي أسواق مركزية متعددة الأقسام أنشأتها الحكومة الكويتية.
تمثل 70٪ من تجارة التجزئة في الكويت، وقد تم تأسيس الأساس القانوني للتعاونيات الاستهلاكية في عام 1962م، بموجب القانون رقم 20. مع بداية الثمانينيات، أصبحت الحركة التعاونية الكويتية منفتحة على الحركات التعاونية العربية والدولية، وسعى الاتحاد الكويتي للجمعيات التعاونية للحصول على العضوية في التحالف التعاوني الدولي اعتبارًا من مارس 1981.